# 卡拉馬 (智利)
卡拉馬（西班牙語：Calama）是智利的城鎮，位於該國北部，由安托法加斯塔大區負責管轄，也是洛阿省的首府，始建於1979年10月26日，面積15,596平方公里，海拔高度2,260米，2017年人口165,731，人口密度每平方公里9.16人。
附近的丘基卡馬塔曾是世界上最大的露天銅礦，但由於環境原因和礦山擴張造成的侵蝕而被拆除。之後丘基卡馬塔的居民大多搬遷至到卡拉馬。卡拉馬也是智利北部與首都聖地亞哥互相連結的橋梁，也是穿越臨國阿根廷與玻利維亞邊境時的交通要道。

## 外部連結
- （西班牙文） Municipality of Calama （页面存档备份，存于）